# Amphiesma groundwateri
Amphiesma groundwateri là một loài rắn trong họ Colubridae. Loài này được Smith mô tả khoa học đầu tiên năm 1922.